# Alf McMichael
Alfred McMichael (Belfast, 1º ottobre 1927 – Belfast, 7 gennaio 2006) è stato un calciatore nordirlandese, di ruolo terzino.

## Carriera
Ha collezionato 431 presenze con la maglia del Newcastle United e 40 con la maglia dell'Irlanda del Nord.

## Palmarès

### Club

#### Competizioni nazionali
- Campionato nordirlandese: 1

Linfield: 1948-1949
- Irish Cup: 2

Linfield: 1945-1946, 1947-1948
- County Antrim Shield: 2

Linfield: 1946-1947, 1948-1949
- Gold Cup (Irlanda del Nord): 2

Linfield: 1946-1947, 1948-1949
- Ulster Cup: 1

Linfield: 1948-1949
- Coppa d'Inghilterra: 1

Newcastle: 1950-1951, 1951-1952, 1954-1955